# Fluido cósmico universal
Fluido cósmico universal é um conceito espírita que, segundo a interpretação de Allan Kardec para os fenômenos que estudou, incorpora elementos das ideias defendidas por Franz Anton Mesmer sobre magnetismo animal, e de Christian Friedrich Samuel Hahnemann sobre a homeopatia na concepção de "força vital", e que dá nome a uma substância existente em todo o universo e, ainda, penetraria todos os corpos. Esse conceito é largamente usado em ações como o passe ou o hipnotismo.
Seu conceito tem equivalência ao prana, da Yoga, e ao "orgônio universal", de Wilhelm Reich.

## Significação e uso do termo, no espiritismo
Segundo Ângela Linhares, esse fluido na concepção espírita serve de base para, "em estado de transformação particular de suas moléculas", e de forma "quintessenciada" como usado na terminologia doutrinária, constituir o "corpo espiritual" ou "perispírito". A autora traz a definição dada por Kardec, na obra "A Gênese", que diz: "A matéria tangível, tendo por elemento primitivo o fluido cósmico etéreo, ao desagregar-se, deve poder voltar ao estado de eterização, assim como o diamante, o mais duro dos corpos, pode volatizar-se num gás impalpável. A solidificação da matéria, na realidade, não passa de um estado transitório do fluido universal, o qual pode voltar ao seu estado primitivo, quando as condições de coesão cessam de existir".
Sinuê Miguel ressalta que a concepção espiritista trazida por Kardec difere daquela do período romântico em que vivia, onde havia tendência ao panteísmo, onde a visão de Deus e da natureza se vinculam; o espiritismo, que tem uma orientação iluminista, faz uma separação entre Deus e natureza, embora os vincule em conceitos como o do fluido cósmico universal e na sua noção das leis morais.
Lembrando a definição de Léon Denis - "A matéria tornada invisível, imponderável, se encontra sob formas cada vez mais sutis, denominadas fluídos. À medida que se rarefaz, adquire novas propriedades e uma capacidade de irradiação sempre crescente, torna-se uma das formas de energia" - Nathalia Cardoso traz os sinônimos do conceito comumente usados nas obras espíritas: "energia vital, força vital ou fluido vital que é caracterizado por um essencial e dinâmico elemento sem o qual nada se organiza e se estrutura como vida", sendo ainda o elemento que intermedeia o espírito com a matéria e é "manipulado" pelos espíritos, concluindo que este possui dois estados: "a eterização ou imponderabilidade (estado normal) que produzem os fenômenos espirituais ou psíquicos, da alçada do Espiritismo; e a materialização ou ponderabilidade que produzem os fenômenos materiais relativos à ciência".

## No Candomblé e na Umbanda
O termo é, por vezes, apropriado nas definições do Candomblé e da Umbanda, religiões brasileiras de matriz africana, que as transformam, como visto no estudo de Gustavo R. Chiesa onde "a assim chamada umbanda iniciática ou esotérica acredita que esses quatro elementos ou “forças sutis” são comandados por espíritos superiores que atuam por meio do fluido cósmico universal, realizando o trabalho constante de criar, manter e transformar a dinâmica evolutiva do planeta Terra. Incorporando e ressignificando as definições utilizadas no candomblé e em outras religiões de matriz africana, na umbanda, esses espíritos superiores serão chamados de “orixás” e se dividirão em “sete raios sagrados”, cada um deles ocupando uma “vibratória” ou “linha” específica e atuando em determinada área ou função da vida e do planeta".
Chiesa esclarece, ainda, que o "fluido cósmico universal" é a energia primordial, e que o universo estaria constantemente a modificá-lo de modo que "a transmutação deste fluido é o que possibilita o surgimento de toda a matéria", sendo este o ato de criação que origina toda a matéria.